# Monofizism

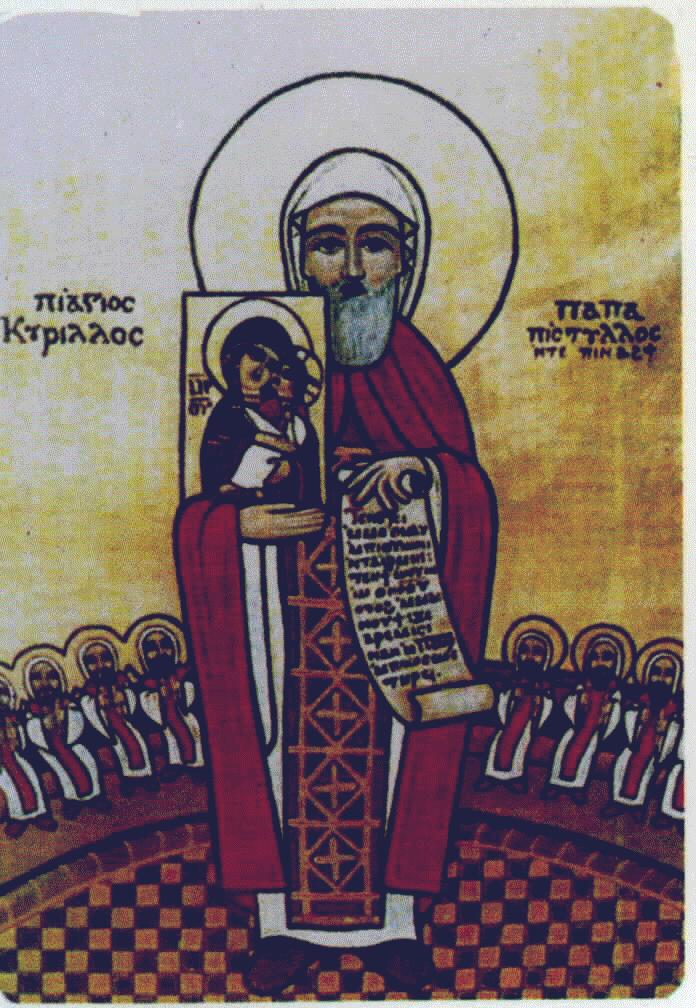
Chiril din Alexandria, cel care a apărat formula: unică este natura întruparea cuvântului dumnezeiesc.

Monofizismul (în greacă Μονοφυσιτισμός) (greacă mono-physis), (română o singură fire) a fost o teză predicată de Eutihie (378-454), călugăr din Constantinopol, care a afirmat că Iisus Hristos nu are decât o singură fire („monophysis”), cea divină, întrucât trupul omenesc l-a luat în mod aparent. Eutihie refuza distincția între „hypostasis” („ipostas”, „persoana”) și „physis” („natura”, „fire”), spunând că dacă Iisus Hristos este o persoană, el nu poate avea două naturi.
Monofizismul era încurajat de formularea lui Chiril de Alexandria, care a apărat formula: "unică este natura („physis”) întruparea cuvântului dumnezeiesc". În fața acestei teze, Conciliul de la Calcedon (451) vorbește de realitatea integrală a Fiului, care ar avea o singură persoană, în două naturi. Cele două firi, divină și omenească, își păstrează integritatea lor, dar ele sunt unite într-un singur „ipostas”. Una din formele sub care a circulat după Calcedon teza lui Eutihie este „monofizismul severian” sau „moderat”, propus ca o formula de reconciliere intre „calcedonieni” si „necalcedonieni”, de catre Sever, patriarh de Antiochia (512-538). Monofiziții susțineau deci că firea omenească luată de Iisus Hristos la întruparea în Maria a fost absorbită de firea sa divină, încât cea dintâi a dispărut cu desavârsire, asemenea unei picături de apă în imensitatea mării. După unii monofiziți, Iisus Hristos n-ar fi avut un trup omenesc real, ci un trup aparent. Consecința concepției monofizite este că, dacă Iisus Hristos nu are, pe lângă firea lui divină și o fire omenească reală, atunci se nimicește întreaga operă de răscumpărare/mântuire a omului. Numai Fiul lui Dumnezeu, devenit om real, ar putea duce neamul omenesc la mântuire. Doar prin întruparea sa, Dumnezeu ar fi putut îndumnezei firea omenească decăzută. Dumnezeu s-a făcut om,  pentru ca să îl facă pe om Dumnezeu. Doctrina ortodoxă referitoare la firile din persoana lui Iisus Hristos susține că sunt două la număr, divină și umană - „diefizitism”, unite într-o singură persoană divino-umană.
Sinodul al IV-lea ecumenic de la Calcedon - sau Conciliul de la Calcedon - s-a întrunit în anul 451 din inițiativa împăratului Marcian, a fost prezidat de episcopul Anatolie al Constantinopolului și a reunit aproape 525 de episcopi. Papa Leon I a trimis cinci reprezentanți în frunte cu Sfântul Ierarh Avondios, cel care îi combate pe Eutihie și Dioscor.
Sfinții Părinți reuniți la Sinodul IV ecumenic de la Calcedon atestă din nou valabilitatea Crezului elaborat de către Sinodul I ecumenic de la Niceea, fac referire la contribuțiile Sinodului II Ecumenic de la Constantinopol privind Duhul Sfânt, vin cu precizări prin care explică cele afirmate în Crez (subliniind că prin aceasta nu fac modificări ale mesajului, ci doar ajută la o mai clară înțelegere a lui) și interzic modificări ulterioare ale Crezului.
Tot în scopul clarificării doctrinale se subliniază că în Iisus Hristos sunt cele două naturi (divină și umană) și că Fecioara Maria este născătoare de Dumnezeu.
Principala erezie combătută de acest sinod ecumenic a fost monofizismul, concepție răspândită de Eutihie și Dioscor, care afirma că în Iisus Hristos ar fi doar firea divină. Sinodul arată în mod clar că în Iisus Hristos este o singură Persoană, care are însă două firi – divină și omenească – individualizate și totuși unite complet în același ipostas. La baza acestei înțelegeri stă faptul că Sfinții Părinți reuniți la sinod au considerat că îndumnezeirea omului este posibilă numai dacă Mântuitorul și-a asumat în mod autentic și integral firea omenească în ipostasul Său.
Sinodul prezintă textul Crezului și menționează că «nimănui nu îi este permis să producă, să scrie sau să compună orice alt Crez, să gândească sau să învețe pe alții altceva».
S-au adoptat 30 de canoane, cu mențiunile că primele 27 au un caracter disciplinar, că cel de al 28-lea este în fond rezoluția sinodului, neadmisă însă de delegația papei Leon I, iar canoanele 29 și 30 sunt atribuite sinodului în textele vechi grecești.